# 1995-ös Vuelta ciclista a España
Az 1995-ös Vuelta a España volt az 50. spanyol körverseny. 1995. szeptember 2-a és szeptember 24-e között rendezték. A verseny össztávja 3750 km volt, és 21 szakaszból állt. Végső győztes a francia Laurent Jalabert lett.

## Végeredmény
|    | Versenyző              | Csapat          | Idő           |
| -- | ---------------------- | --------------- | ------------- |
| 1  | Laurent Jalabert       | ONCE            | 95 óra 30' 33 |
| 2  | Abraham Olano          | Mapei           | 4' 22         |
| 3  | Johan Bruyneel         | ONCE            | 6' 48         |
| 4  | Melchor Mauri          | ONCE            | 8' 04         |
| 5  | Richard Virenque       | Festina-Lotus   | 11' 38        |
| 6  | Roberto Pistore        | Polti-Vaporetto | 11' 54        |
| 7  | Daniel García Marquina | Banesto         | 13' 50        |
| 8  | Daniel Clavero         | Artiach         | 15' 03        |
| 9  | Michele Bartoli        | Saeco           | 19' 14        |
| 10 | Stefano Della Santa    | Mapei           | 19' 42        |